# Graecophalangium punicum
Graecophalangium punicum is een hooiwagen uit de familie echte hooiwagens (Phalangiidae).